# Valdezate
Valdezate – gmina w Hiszpanii, w prowincji Burgos, w Kastylii i León, o powierzchni 20,47 km². W 2011 roku gmina liczyła 153 mieszkańców.